# حارة الشرقي (صنعاء)
الشرقي هي إحدى حارات حي بني حوات بمدينة الروضة شمال العاصمة اليمنية "صنعاء"، بلغ تعداد سكانها 2790 نسمة حسب تعداد اليمن لعام 2004.